# Härgla
Härgla es una localidad situada en el municipio de Rapla, en condado de Rapla, Estonia. Tiene una población estimada, en 2021, de 51 habitantes.
Está ubicada en el centro-este del condado, cerca del río Vigala y de la frontera con los condados de Järva y Harju.